# هتکه‌لو
هتکه‌لو، روستایی است از توابع بخش شیرگاه شهرستان سوادکوه شمالی در استان مازندران ایران.

## جمعیت
این روستا در دهستان هتکه قرار دارد و براساس سرشماری مرکز آمار ایران در سال ۱۳۸۵، جمعیت آن ۱۰۳ نفر (۳۲خانوار) بوده‌است. مردم این روستا به زبان طبری گویش میکنند.